# Лесной ибис

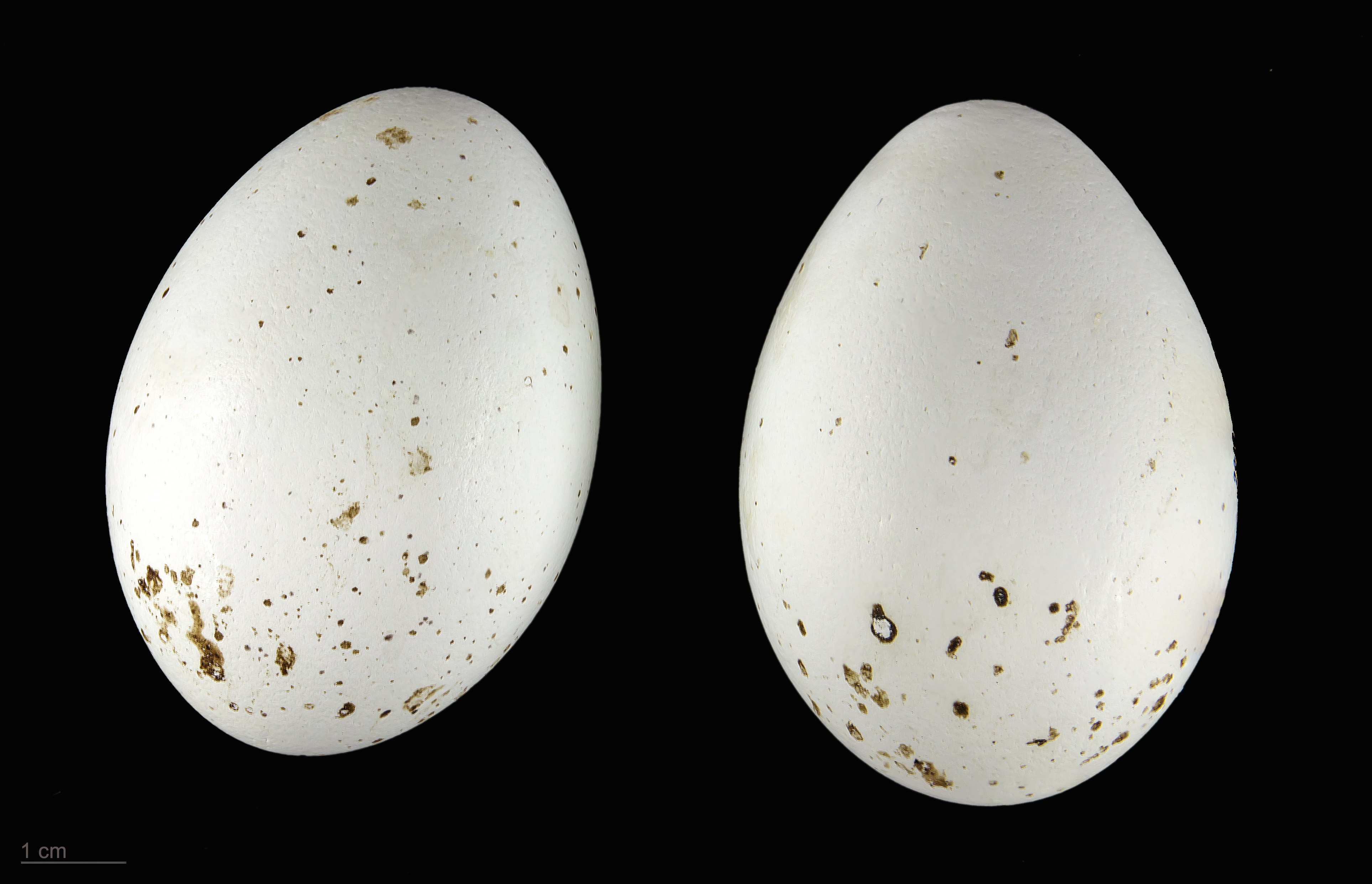
яйцо Geronticus eremita - Тулузский музеум

Лесной ибис (лат. Geronticus eremita), в некоторых источниках — горный ибис — один из двух невымерших видов лысых ибисов.

## Ареал

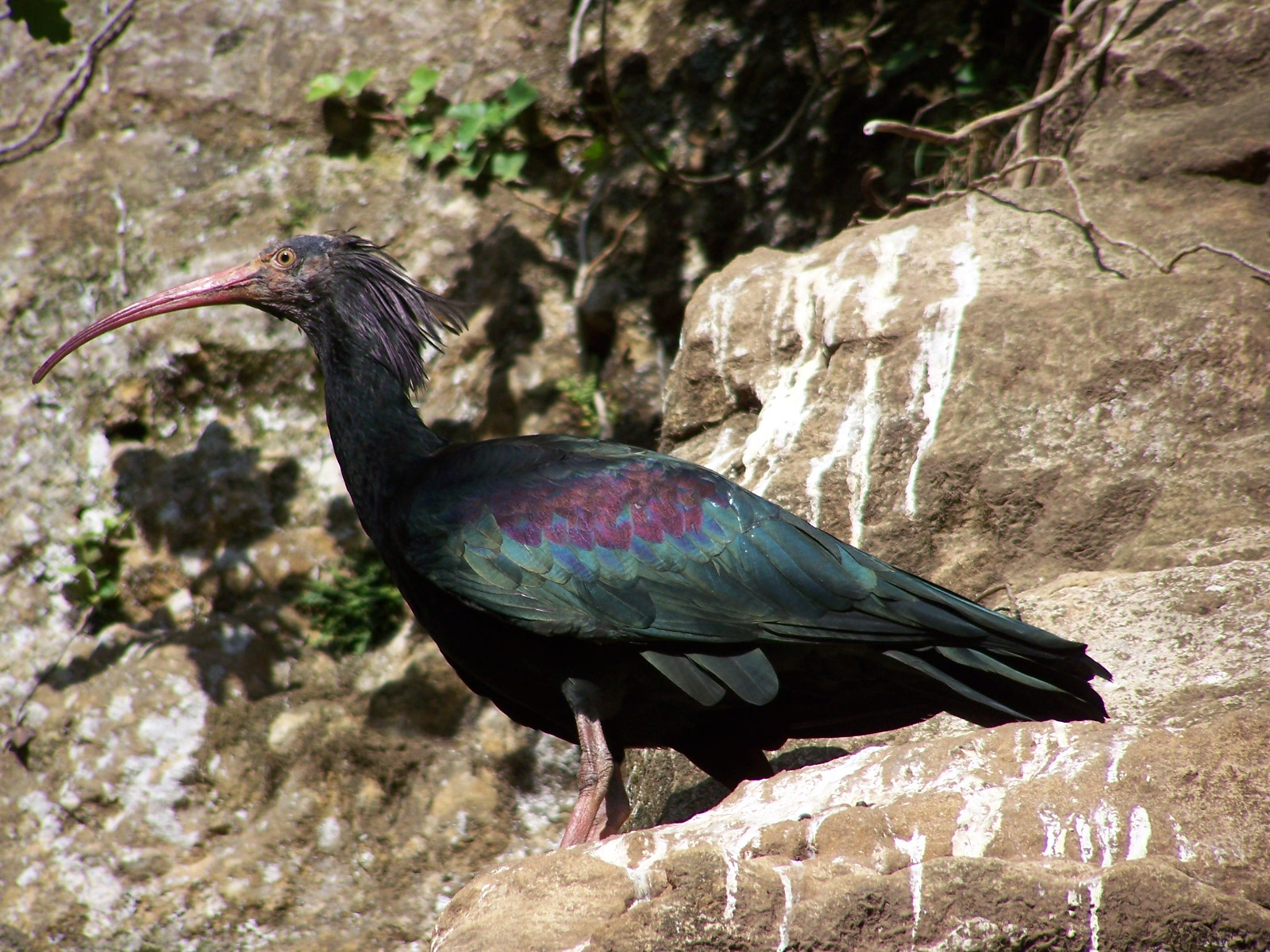

Известно, что ещё в XVII веке лесной ибис обитал на территориях Средиземноморья от Северной Африки до Альп. К началу XX века вымер повсеместно, кроме Марокко и Турции, к концу XX века исчез и в Турции из-за применения пестицидов при обработке сельхозугодий. В природе лесные ибисы сохранились в заповеднике в Марокко (основная популяция), реинтродуцирован в Турции, около десятка пар обнаружено в Сирии у границы с Турцией. В зоопарках мира содержатся около 1000 особей, по состоянию на 2010 год, в некоторых зоопарках они успешно размножаются. В Марокко и Турции созданы центры по разведению для последующей реинтродукции в дикую природу. В последние годы реинтродуцирован в Йемене, Иордании, Турции, Саудовской Аравии и Сирии. Небольшие полудикие популяции акклиматизированы биологами на юге Германии и в Австрии (около 30 особей). Всего в дикой природе насчитывается около 200 особей (2018 год).

## Описание вида
Лесной ибис — птица длиной 70-80 см, размахом крыльев 125—135 см и массой до 1,2-1,5 кг. На голове имеется хохолок, чем отличается от лысого ибиса, с которым во многом схож.
Питаются птицы насекомыми, реже улитками и червями, а также погибшими мелкими ящерицами и птицами.
Гнездятся птицы колониями.
Хотя подвиды у лесного ибиса не выделяют, марокканская популяция отличается от турецкой более длинными клювами.